# Fraser Hornby
Fraser Hornby, né le 13 septembre 1999 à Northampton, est un footballeur écossais qui évolue au poste d'avant-centre au SV Darmstadt 98.

## Biographie
Né à Northampton, où il a grandi, Fraser Hornby est le frère cadet de l'ancien milieu de terrain de Northampton Town, Lewis Hornby (en),,.

### Carrière en club

#### Débuts à Everton (2017-2020)
Initialement formé à Northampton Town, Hornby est transféré à Everton en septembre 2014,. Dans le centre de formation du club de Liverpool, il gravit les échelons des équipes de jeunes, s'imposant notamment comme un titulaire et buteur régulier avec les moins de 18 ans, lors de la saison 2016-2017,,.
Hornby fait ses débuts professionnels avec Everton le 7 décembre 2017, étant titularisé lors de la victoire 3-0 chez l'Apollon Limassol en Ligue Europa,,. Lors de ce dernier match de poule où son équipe n'a plus rien à jouer, ils sont en tout six à débuter avec le club, Hornby ainsi notamment accompagné par Anthony Gordon, Beni Baningime, Alexander Denny ou encore Nathan Broadhead pour ses premiers pas au plus haut niveau.
Ensuite le jeune avant-centre s'illustre surtout avec les moins de 23 ans des Toffees : il est protagoniste lors du doublé coupe et championnat des équipes réserves lors de la saison 2018-19.

#### Prêt à Courtrai (2019-2020)
Hornby est prêté au club belge de Courtrai en août 2019,,. Le 25 septembre suivant, il ouvre son compteur de but avec les Courtraisien, lors d'une victoire 3-1 contre le RFC Seraing en Coupe de Belgique, où il est également passeur décisif,.
En D1 belge, il cumule 12 matchs et 3 buts, alors que la saison est interrompue précocement, du fait du covid,.

#### Transfert à Reims et prêt (2020-2021)
Le 1er juillet 2020, Hornby est transféré au Stade de Reims en Ligue 1,, pour un montant estimé à 2 millions d'euros.
Après seulement 3 matchs en Ligue 1 en début de saison, miné par plusieurs blessures qui l'empêchent de se faire une place dans l'effectif rémois, il est prêté à Aberdeen en février 2021, pour le reste de la saison,,. Mais en Écosse, malgré des premiers matchs comme titulaire, il voit encore les blessures freiner son essor dans l'équipe d'Aberdeen.

#### Affirmation à Reims (depuis 2021)
Lors de son retour à Reims, s'il connait encore un début de saison miné par les problèmes physiques,,, Fraser Hornby va connaitre ses premiers coups d'éclat dans la Champagne : buteur décisif en Coupe face à l'ES Thaon, qualifiant son équipe pour les huitièmes de finale après une victoire 1-0, il profite ensuite notamment des absences d'Hugo Ekitike ou El Bilal Touré pour enchainer les titularisations en championnat,.

#### Prêt à Ostende (2022-2023)
En juillet 2022, il est envoyé en prêt au KV Ostende (D1 belge). Le club dispose d'une option d'achat alors que son contrat avec le Stade de Reims se termine en juin 2024.

### Carrière en sélection
Hornby a joué pour l'Écosse en équipe de jeunes, avec les moins de 17 et les moins de 19 ans puis — à seulement 18 ans — avec les espoirs,,,. Il est ainsi très tôt évoqué en équipe d'Écosse senior.
Avec les espoirs, il marque un but dès ses débuts le 27 mai 2018, lors d'un match nul 1-1 contre le Togo au Tournoi de Toulon, dont l'Écosse atteindra les demi-finales.  
Avec les moins de 21 ans, il est ensuite notamment l'auteur d'un triplé lors de la victoire 3-0 face à Andorre le 6 septembre 2018, enchainant avec un doublé  lors d'une victoire 2-1 contre les Pays-Bas cinq jours plus tard, le tout dans le cadre des éliminatoires de l'Euro 2021. 
En marquant un triplé contre Saint-Marin le 13 octobre 2020, alors qu'il porte également le brassard de capitaine, Hornby devient le meilleur buteur de la sélection espoir écossaise, avec un total de 10 réalisations,,,.

## Style de jeu
Formé au poste de milieu de terrain, Fraser Hornby est replacé au poste d'avant-centre lors de son passage à Everton, où il exprime au mieux ses capacités offensives,,.
Joueur au physique particulièrement imposant,,, avec une taille au dessus de la moyenne qui lui permet d'être dominant dans les airs, il est également capable de tirer d'en dehors de la surface et d'orienter le jeu, notamment en phase de transition, gardant la vision de son premier poste de milieu offensif. Hornby est notamment comparé à Andy Carroll ou encore Duncan Ferguson,,, citant lui-même ce dernier comme modèle.

## Palmarès
| Everton FC - Premier League 2 - Champion en 2018-19 (en) - Premier League Cup (en) - Vainqueur en '2019 (en) |